# Număr de identificare fiscală
Numărul de Identificare Fiscală (NIF), cunoscut în limba engleză sub denumirea de Tax Identification Number (TIN), reprezintă un număr unic atribuit fiecărui contribuabil pentru a-l identifica în scopuri fiscale. Fiecare țară dispune de propriul sistem de alocare a acestui număr și poate utiliza denumiri diferite, cum ar fi PAN în India. În multe țări, TIN (Taxpayer Identification Number) este folosit ca un termen general pentru orice număr de identificare fiscală atribuit persoanelor fizice și juridice.

## Numărul de Identificare Fiscală în România
Numărul de Identificare Fiscală (NIF) este utilizat pentru identificarea fiecărui contribuabil, indiferent dacă este persoană fizică, persoană juridică sau nerezident. Fiecare categorie primește un identificator unic adaptat contextului său.

### Categorii de contribuabili în România
- Persoanele fizice rezidente: CNP-ul este folosit ca și identificator fiscal.
  - Acesta are 13 cifre și se găsește pe cardul de identitate, permisul de conducere și pașaport.[2]
- Persoanele fizice nerezidente: Dacă desfășoară activități economice în România, ANAF le emite un NIF special.
  - CIF-ul are 13 caractere și se găsește pe permisul de ședere sau certificatul de înregistrare fiscală.
- Persoanele juridice neplătitoare de TVA: CUI-ul este folosit ca și identificator fiscal.
  - CUI-ul are între 2 și 10 cifre.[3][4]
- Persoanele juridice plătitoare de TVA: CUI-ul devine CIF cu prefixul „RO”
  - NIF-ul începe cu „RO” urmat de un număr de 9 cifre și o cifră de control.
- Profesiile liberale: Dacă nu există obligația de înregistrare la Registrul Comerțului, acestea primesc un NIF special de la Ministerul Finanțelor Publice (avocați, contabili, medici).

#### Validare CIF
1. Se testează dacă codul respectă formatul unui cod de identificare fiscală (CIF). Adică lungimea maximă să fie de 10 cifre și să conțină doar caractere numerice.
2. Se folosește cheia de testare „753217532”. Se inversează ordinea cifrelor codului precum și a cheii de testare.
3. Se ignoră prima cifra din codul inversat (aceasta este cifra de control) și se înmulțește fiecare cifră cu cifra corespunzătoare din cheia de testare inversată.
4. Se adună toate produsele obținute. Suma rezultată se înmulțește cu 10 și produsul este împărțit la 11. Cifra obținută, în urma operației MODULO 11, reprezintă cifra de verificare. Dacă în urma împărțirii s-a obținut restul 10 atunci cifra de verificare va fi 0.
5. Pentru un CIF valid cifra de verificare va trebui să corespundă cu cifra de control a CIF inițial.

```
<?php
 
 
function
 
validateCIF
(
$cif
){

 	
// Daca este string, elimina atributul fiscal si spatiile

 	
if
(
!
is_int
(
$cif
)){

 		
$cif
 
=
 
strtoupper
(
$cif
);

 		
if
(
strpos
(
$cif
,
 
'RO'
)
 
===
 
0
){

 			
$cif
 
=
 
substr
(
$cif
,
 
2
);

 		
}

 		
$cif
 
=
 
(
int
)
 
trim
(
$cif
);

 	
}

 	
 	
// daca are mai mult de 10 cifre sau mai putin de 2, nu-i valid

 	
if
(
strlen
(
$cif
)
 
>
 
10
 
||
 
strlen
(
$cif
)
 
<
 
2
){

 		
return
 
false
;

 	
}

 	
// numarul de control

 	
$v
 
=
 
753217532
;

 	
 	
// extrage cifra de control

 	
$c1
 
=
 
$cif
 
%
 
10
;

 	
$cif
 
=
 
(
int
)
 
(
$cif
 
/
 
10
);

 	
 	
// executa operatiile pe cifre

 	
$t
 
=
 
0
;

 	
while
(
$cif
 
>
 
0
){

 		
$t
 
+=
 
(
$cif
 
%
 
10
)
 
*
 
(
$v
 
%
 
10
);

 		
$cif
 
=
 
(
int
)
 
(
$cif
 
/
 
10
);

 		
$v
 
=
 
(
int
)
 
(
$v
 
/
 
10
);

 	
}

 	
 	
// aplica inmultirea cu 10 si afla modulo 11

 	
$c2
 
=
 
$t
 
*
 
10
 
%
 
11
;

 	
 	
// daca modulo 11 este 10, atunci cifra de control este 0

 	
if
(
$c2
 
==
 
10
){

 		
$c2
 
=
 
0
;

 	
}

 	
return
 
$c1
 
===
 
$c2
;

 
}

?>

```

## Numărul de Identificare TVA în Uniunea Europeană
La nivelul Uniunii Europene, echivalentul CIF este VATIN (Value-Added Tax Identification Number), folosit în scopuri specifice de identificare a companiilor pentru taxa de valoare adăugată. VATIN-ul poate fi verificat online pe platforma VIES (în engleză: VAT Information Exchange System), care confirmă alocarea numărului și furnizează informații suplimentare despre entitate.

### Structură
Identificatorul complet începe cu un cod de țară format din două litere conform standardului ISO 3166-1 alpha-2 (cu excepția Greciei, care utilizează codul limbii grecești ISO 639-1 „EL” în loc de codul de țară „GR”, și a Irlandei de Nord, care folosește codul „XI” pentru tranzacțiile cu UE). După codul de țară urmează între 2 și 13 caractere. Aceste identificatoare sunt compuse, în general, din cifre numerice, dar în unele țări pot include și litere.
Începând cu 1 ianuarie 2020, pentru a aplica cota de TVA zero în cazul livrărilor intra-comunitare de bunuri în UE este necesar un număr TVA valabil al clientului. Companiile trebuie să se asigure că numerele TVA ale clienților sunt verificate. Furnizarea de numere false este considerată o fraudă.

### Cod de identificare fiscală după țară
| Țară          | Structură                           | Prefix | Format                | Denumire oficială (Abreviere)                                             |
| ------------- | ----------------------------------- | ------ | --------------------- | ------------------------------------------------------------------------- |
| Austria       | ATU99999999                         | AT     | U + 8 cifre           | Umsatzsteuer-Identifikationsnummer (UID)                                  |
| Belgia        | BE0999999999 BE1999999999           | BE     | 10 cifre              | BTW identificatienummer / Numéro de TVA (no TVA / BTW-nr Mwst-nr)         |
| Bulgaria      | BG999999999 BG9999999999            | BG     | 9-10 cifre            | Идентификационен номер по ДДС (ДДС)                                       |
| Croatia       | HR99999999999                       | HR     | 11 cifre              | PDV Id. Broj OIB (PDV-ID;OIB)                                             |
| Cipru         | CY99999999L                         | CY     | 9 caractere           | Αριθμός Εγγραφής (ΦΠΑ)                                                    |
| Cehia         | CZ99999999 CZ999999999 CZ9999999999 | CZ     | 8-10 cifre            | Daňové identifikační číslo (DIČ)                                          |
| Danemarca     | DK99999999                          | DK     | 8 cifre               | Momsregistreringsnumm er (CVR)                                            |
| Estonia       | EE999999999                         | EE     | 9 cifre               | Käibemaksukohustuslas e number (KMKR)                                     |
| Finlanda      | FI99999999                          | FI     | 8 cifre               | Arvonlisäveronumero (ALV nro)                                             |
| Franța        | FRXX 999999999                      | FR     | 2 caractere + 9 cifre | Numéro de TVA intracommunautaire (n° TVA)                                 |
| Germania      | DE999999999                         | DE     | 9 cifre               | Umsatzsteuer-Identifikationsnummer (USt-IdNr.)                            |
| Grecia        | EL999999999                         | EL     | 9 cifre               | Arithmós Forologikou (ΑΦΜ)                                                |
| Ungaria       | HU99999999                          | HU     | 8 cifre               | Közösségi adószám (ANUM)                                                  |
| Irlanda       | IE9S99999L IE9999999WI              | IE     | 8-9 cifre             | Value added tax identification no. (VAT sau CBL)                          |
| Italia        | IT99999999999                       | IT     | 11 cifre              | Partita IVA (Imposta sul Valore Aggiunto) P.IVA                           |
| Latvia        | LV99999999999                       | LV     | 11 cifre              | Pievienotās vērtībasnodokļa (PVN)                                         |
| Lituania      | LT999999999 LT999999999999          | LT     | 9 sau 12 cifre        | Pridėtinės vertės mokestis (PVM)                                          |
| Luxemburg     | LU99999999                          | LU     | 8 cifre               | Numéro d'identification à la taxe sur la valeur ajoutée ajoutée (No. TVA) |
| Malta         | MT99999999                          | MT     | 8 cifre               | Vat reg. no. (Vat No.)                                                    |
| Polonia       | PL9999999999                        | PL     | 10 cifre              | Numer identyfikacji podatkowej (NIP)                                      |
| Portugalia    | PT999999999                         | PT     | 9 cifre               | Número de Identificação Fiscal (NIF)                                      |
| Romania       | RO99********                        | RO     | 2-10 cifre            | Codul de identificare fiscală (CIF)                                       |
| Slovacia      | SK9999999999                        | SK     | 10 cifre              | Identifikačné číslo pre daň z pridanej hodnoty (IČ DPH)                   |
| Slovenia      | SI99999999                          | SI     | 8 cifre               | Identifikacijska številka za DDV (ID za DDV)                              |
| Spania        | ESX9999999X                         | ES     | 9 caractere           | Número de Identificación Fiscal (NIF sau CIF)                             |
| Suedia        | SE999999999999                      | SE     | 12 cifre              | VAT-nummer sau momsnummer sau momsregistreringsnummer (Momsnr.)           |
| Țările de Jos | NLSSSSSSSSSSSS                      | NL     | 12 caractere          | Btw-nummer (Btw-nr.)                                                      |
| Ucraina       | 9999999999                          | UA     | 10 cifre              | Реєстраційний номер облікової картки платника податків (РНОКПП)           |

## Numărul de Identificare Fiscală în Statele Unite ale Americii
Un Număr de Identificare Fiscală (TIN - Taxpayer Identification Number) este un identificator folosit în scopuri fiscale în Statele Unite și în alte țări conform Standardului Comun de Raportare (CRS).

### Tipuri de TIN
Orice număr emis de guvern care poate fi utilizat ca identificator unic în relația cu IRS este un TIN, deși niciunul dintre aceste numere nu este denumit exclusiv „Număr de Identificare Fiscală”. Tipurile de TIN includ:
- Număr de Securitate Socială (SSN) este pentru persoanele care au sau au avut dreptul de a lucra în Statele Unite.[8]
- Număr Individual de Identificare Fiscală (ITIN) este pentru străinii care au vize temporare sau nerezidenți care obțin venituri.[9]
- Număr de Identificare al Angajatorului (EIN) este utilizat de angajatori, proprietari unici, corporații, parteneriate, organizații non-profit, asociații, trusturi, agenții guvernamentale și alte entități comerciale.[10]
- Număr de Identificare Fiscală pentru Adopții (ATIN) este utilizat pentru un copil pentru care părinții adoptivi nu pot obține un SSN.[11]
- Număr de Identificare al Pregătitorului Fiscal (PTIN) este utilizat de către profesioniștii plătiți pentru a pregăti declarațiile fiscale.[12]

## Legături externe
- Codul de procedură fiscală  - Înregistrarea fiscală și evidența contabilă și fiscală, static.anaf.ro